# All Ends
All Ends est un groupe suédois de metal alternatif, originaire de Göteborg.

## Biographie
Lors de sa création, le groupe était un projet de Björn Gelotte et Jesper Strömblad, le duo de guitaristes d'In Flames. Il composait la musique et jouait la guitare. Emma Gelotte, la sœur de Björn, et Tinna Karlsdotter chantait en duo avec Joseph Skansås à la batterie. Le groupe enregistra cinq chansons au Studio Fredman en 2004. Michael Håkansson et Fredrik Johansson, à la basse et à la guitare, joignirent le groupe au printemps 2005. En août, Peter Mårdklint prend l'autre guitare. All Ends étant maintenant complet, ne dépendant plus de la disponibilité de Jesper et de Björn, ils commencèrent à faire des spectacles en 2006.
En 2007, la formation signe chez Gun Records, une division de Sony BMG. Dans l'été 2007, All Ends sort leur premier EP, Wasting Life, avec leur premier vidéoclip, Wasting Life. En août 2007, ils sont annoncés en tournée en soutien à Candlemass en septembre. Puis, début 2008, le groupe sort leur premier album éponyme, qui remporte un certain succès au Japon notamment, où le groupe entre en treizième position des ventes d'albums. En mars 2009, la chanteuse Emma Gelotte annonce son départ du groupe. En octobre 2009, après avoir remplacé Gelotte par Jonna Sailon, le groupe annonce un nouvel album produit par Roberto Laghi.
Le 11 janvier 2010, le groupe révèle deux titres de son futur album Nobody's Story et I'm a Monster.

## Membres

### Membres actuels
- Tinna Karlsdotter – chant
- Jonna Sailon – chant
- Fredrik Johansson – guitare
- Peter Mårdklint – guitare
- Joseph Skansås – batterie
- Anders Janfalk – basse
- Björn Gelotte – composition
- Jesper Strömblad – composition

### Anciens membres
- Michael Håkansson – basse
- Emma Gelotte – chant

## Discographie
- 2005 : Demo
- 2007 : Wasting Life
- 2007 : All Ends
- 2010 : A Road to Depression